# Diecéze Skopje
Diecéze Skopje (latinsky Dioecesis Scopiensis) je jediná římskokatolická diecéze v Severní Makedonii. Je sufragánní ad instar k bosenské Arcidiecézi sarajevské, její biskup je členem Mezinárodní biskupské konference svatých Cyrila a Metoděje. Katedrálním kostelem je dóm Nejsv. Srdce Ježíšova ve Skopje, konkatedrálou kostel Nejsv. Srdce Ježíšova v Bitole. Současným biskupem je ve Skopje od roku 2005 Mons. Kiro Stojanov.

## Stručná historie
Arcidiecéze Scupi (nebo Dardania) je poprvé zmíněna na prvním nikajském koncilu roku 325. Po barbarských nájezdech zanikla, obnovena byla ve 13. století. Přetrvala ve značně redukované podobě i tureckou nadvládu, roku 1656 dostala jméno arcidiecéze Skopje. Roku 1924 ztratila titul arcidiecéze a stala se z ní diecéze bezprostředně podřízená Svatému Stolci. V letech 1969-2000 měla jméno diecéze Skopje-Prizren; roku 1969 se také stala součástí církevní provincie sarajevské. Od roku 2001 je biskup ve Skopje také ordinářem pro makedonskou řecko-katolickou církev (od roku 2018 eparchou ve Strumici-Skopje).